# Benito Soria
Benito Soria (?, 8 de abril de 1883 - 13 de julio de 1944, Córdoba, Argentina). Fue un médico pediatra, catedrático y político cordobés. Como médico fue becado en 1909 para estudiar en Europa, Profesor Titular de la Cátedra de Patología Externa (1915-1944) en la Facultad de Medicina de la Universidad Nacional de Córdoba y director de la Casa Cuna. Sus discípulos fundan el Comité Pro Defensa del Niño. Como político fue diputado nacional por Córdoba durante dos períodos y senador nacional por la misma provincia.